# 신하은
신하은은 대한민국의 드라마 작가이다.

## 극본

### 드라마
- 2017년 tvN 월화 미니시리즈 《아르곤》... 공동집필
- 2018년 tvN 단막극 《tvN 드라마스테이지 - 문집》 ... 집필
- 2019년 tvN 월화 미니시리즈 《왕이 된 남자》... 공동집필
- 2021년 tvN 주말 미니시리즈 《갯마을 차차차》... 집필
- 2024년 tvN 드라마 《엄마친구아들》 ... 집필